# جان هوارد
لولا جريس جونسون (بالإنجليزية: Jan Howard)‏ (ولدت في 13 مارس 1929)، والمعروفة باسمها الفني جان هوارد، هي مغنية كانتري أمريكية ونجمة في غراند أول أوبري. حققت نجاحا خلال الستينيات وأوائل السبعينيات، وتم ترشيحها مرتين لجائزة غرامي لأفضل أداء صوتي لامرأة. وقد كتب زوجها في ذلك الوقت، هارلان هوارد، العديد من أغانيها.
أنجح أغاني هوارد في مسيرتها كانت أغنية "Evil on Your Mind" في عام 1966، والذي بلغت المركز الخامس على قائمة بيلبورد لأغاني الكانتري. سجلت عدة ثنائيات ناجحة مع بيل أندرسون في أواخر الستينيات وأوائل السبعينات من القرن الماضي، بما في ذلك الأغنية رقم واحد على القائمة "For Loving You".

## السيرة

### بدايات حياتها وشهرتها
ولدت لولا جريس جونسون في وست بلينز في ميزوري عام 1929، وهي واحدة من ثمانية أطفال. تزوجت في سن الخامسة عشرة. انتقلت إلى لوس أنجلوس بعد زواجين لم ينجحا، حيث التقت بكاتب الأغاني الصاعد هارلان هوارد. تزوجا في لاس فيغاس بعد شهر واحد. سمع زوجها هارلان صوتها وهي تغني وأعجب به.
أقنعها هارلان بعمل شريط تجريبي لأحد الأغاني التي كتبها، "Mommy For a Day". أصبحت الأغنية لاحقا ناجحة عندما أدتها كيتي ويلز. وسرعان ما عملت كمغنية تجريبية لزوجها، وغنّت نسخا تجريبية لفنانين آخرين، مثل باك أوينز وتيكس ريتر. ومن أهم الأغاني التي قدّمت نسخة تجريبية عنها كانت «آي فول تو بيسز» للمغنية باتسي كلاين.
في عام 1959، ظهرت لأول مرة كفنانة تسجيلية خلف فرقة وين ستيوارت. سجلت أول أغنية لها في ذلك العام بعنوان "Yankee Go Home"، إلى جانب Pick Me Up on Your Way Down من تأليف هارلان هوارد (التي سجلها تشارلي ووكر في تلك السنة).

### النجاح في الستينيات
لم تنجح أغاني جان هوارد الأولى. في عام 1960، ذهب آل هوارد إلى ناشفيل حيث ظهروا على برنامج برنس ألبرت، وهي فقرة من غراند أول أوبري تم بثها على الصعيد الوطني من قبل راديو إن بي سي. ثم أصدرت هوارد أول أغنية لها على علامتها الجديدة "تشالنج" بعنوان "The One You Slip Around With”، وكانت الأغنية أول نجاح لها، حيث وصلت إلى المركز 13 على قائمة بيلبورد لأغاني الكانتري وحصلت على العديد من جوائز أفضل مطربة صاعدة. ظهرت عدة مرات على غراند أول أوبري وصادقت العديد من نجوم الكانتري، مثل باتسي كلاين.
في هذه الأثناء، كانت جان تعاني من الخجل والقلق في بداية مسيرتها. أثر هذا عليها وانخفض وزنها إلى ما دون مائة رطل (45 كج)، فدخلت المستشفى وبدأت العلاج.
ظهرت هوارد في برنامج Jubilee USA على أيه بي سي في 6 فبراير 1960، وفازت في وقت لاحق من ذلك العام بجائزة مغنية الكانتري الواعدة من مجلة بيلبورد. في عام 1962، حققت النجاح بأغنية أخرى هي "I Wish I Was a Single Girl Again" والتي وصلت للمركز 27. ومع ذلك، لم تحقق أغانيها التالية النجاح.

### سنوات ديكا
وقعت جان هوارد عقدا مع ديكا ريكوردز في عام 1965 وشهدت مسيرتها صعودا فوريا. تسجيلها الأول على ديكا، "What Makes a Man Wander”، وصلت للمركز 25 على قائمة الكانتري؛ أما أغنيتها "Evil on Your Mind" في عام 1966 فكانت أكبر نجاح منفرد في مسيرها، حيث وصلت للمركز الخامس على القائمة. وتبعتها أغنية "Bad Seed" التي وصلت للمركز العاشر في عام 1966.
سجلت هوارد ثنائيات مع المغني بيل أندرسون وانضمت إلى برنامجه التلفزيوني وجولاته. أول تسجيل للثنائي كان نسخة جديدة من الأغنية "I Know You're Married (But I Love You Still)". استمر الثنائي بتسجيل الأغاني التي وصلت إلى العشر الأوائل على قائمة بيلبورد لأغاني الكانتري، بما في ذلك الأغنية رقم واحد عام 1967، "For Loving You".
بين عامي 1967 و1972، سجلت هوارد عددا من الأغاني الناجحة كفنانة منفردة، مثل "Roll Over and Play Dead" و "Any Old Way You Do" عام 1967، و "I Still Believe in Love" عام 1968، "My Son" و "We Had All the Good Things Going" عام 1969. تعتبر "My Son"، وهي عبارة عن كلام مروي مع خلفية موسيقية، أغنيتها الشخصية. وفي الكلمات، تحلم بأن ابنها، الذي كان يقاتل في حرب فيتنام، سيُقتل في المعركة، وهو ما تحقق لاحقا. أبلغت وزارة الدفاع الأمريكية عن مقتل ابنها، العريف جيمس فان هاورد، في المعركة في 31 أكتوبر 1968. وصلت الأغنية للمركز 15 على قائمة الكانتري في عام 1969.
كانت هوارد أيضا كاتبة أغاني موهوبة. في عام 1966، كتبت أغنية "It's All Over but the Crying" للمغنية كيتي ويلز، وفي عام 1970 كتبت أغنية Love Is a Sometimes Thing للمغني بيل أندرسون. كما اشتركت مع أندرسون في كتابة أغنية I Never Once Stopped Loving You عام 1970 للمغنية كوني سميث.

### السبعينات
في عام 1970، سجلت هوارد مع أندرسون أغنية "If It All the Same to You" التي بلغت المركز الثاني على قائمة الكانتري في ذلك العام. وأُصدرا الألبوم الذي يحمل نفس الاسم في تلك السنة أيضا. وأصدروا في نفس العام ألبوما آخر بعنوان "Bill and Jan or Jan and Bill" الذي ضم أغنيتين ناجحتين، "Someday We'll Be Together" (1970) و "Dis-Satisfied" (1971). تم ترشيح الثنائي لأفضل ثنائي صوت في عامي في عامي 1970 و 1971 في جوائز جمعية موسيقى الكانتري. إلا أن نجاحاتها بدأت تتراجع في أوائل السبعينيات.
انتحر ابنها ديفيد في عام 1972. كانت هوارد لا تزال تعاني من وفاة ابنها الأكبر في فيتنام قبل ذلك بأربعة أعوام، وفكرت جديا في ترك مجال الموسيقى. قلّصت ظهورها على المسرح لسنوات عديدة، وتركت جولات بيل أندرسون وتم استبدلها بالمغنية ماري لو تيرنر. في عام 1973، غادرت ديكا ريكوردز (بعد فترة وجيزة من تغيير اسم الشركة إلى إم سي أيه ريكوردز) وسجلت مع عدد من العلامات الصغيرة، وكانت أغلب أغانيها تصل مراتب متدنية في أواخر السبعينيات. في عام 1976، بدأت في الظهور مع برنامج جوني كاش، حيث كانت تؤدي بشكل منفرد وكمغنية خلفية مع فريق عائلة كارتر، إلى أن تم فصلها من قبل كاش في عام 1980. أشارت وسائل الإعلام إلى وجود علاقة غرامية بين هاورد وكاش، لكن كاش نفى هذه التلميحات.
في عام 1978، بدأ هوارد تغني من حين لآخر خلف صديقتها تامي واينيت. وكانت لا تزال تغني بمفردها في غراند أول أوبري وفي الحفلات الموسيقية.

### المستقبل الوظيفي والحياة اليوم
كانت هوارد عضوة في غراند أول أوبري منذ 27 مارس 1971. قامت بجولة في كل ولاية في الولايات المتحدة، كما قامت بجولات في 21 دولة. كما ظهرت في برنامج The Today Show وفاميلي فيود و Hee Haw. في عام 1984، أصدرت هوارد ألبوم Tainted Love، وفي نفس العام نشرت سيرتها الذاتية، Sunshine and Shadow.
تزوجت هوارد مرة أخرى في عام 1990. في عام 2005، تم إدخالها إلى قاعة مشاهير موسيقى الكانتري في ميزوري. أطلقت مجموعة أغاني كاملة بعنوان "Through the Years". يتم تكريمها سنويا في مسقط رأسها في ويست بلينز في ميزوري. كذلك فإن الطريق الجانبي المتفرع من الطريق الأمريكي رقم 63 والذي يمر قرب ويست بلاينز يعرف باسم طريق جان هوارد السريع. في عام 2002، ظهرت هوارد لأول مرة في الأفلام في دور صغير في فيلم Changing Hearts من بطولة فاي دوناوي، وظهرت معها صديقتها المغنية جيني سيلي.
في عام 2017، ظهر هوارد مع جيسي كولتر على ألبوم جيني سيلي "Written In Song". وهذا أول إصدار موسيقي لهوارد منذ إصدارها لألبوم تجميعي عام 2012.

## الجوائز والترشيحات
| السنة | المؤسسة                     | الجائزة                                          | النتيجة |
| 1960  | مجلة بيلبورد                | أهم فنانة أداء صاعدة                             | فوز     |
| 1966  | جوائز جرامي                 | أفضل أداء صوتي لمغنية كانتري (Evil on Your Mind) | ترشيح   |
| 1968  | جوائز جرامي                 | أفضل أداء صوتي لمغنية كانتري (My Son)            | ترشيح   |
| 1968  | جوائز جمعية موسيقى الكانتري | أفضل ثنائي غنائي في السنة (مع بيل أندرسون)       | ترشيح   |
| 1970  | جوائز جمعية موسيقى الكانتري | أفضل ثنائي غنائي في السنة (مع بيل أندرسون)       | ترشيح   |
| 1971  | جوائز جمعية موسيقى الكانتري | أفضل ثنائي غنائي في السنة (مع بيل أندرسون)       | ترشيح   |

## وصلات خارجية
- جان هوارد على موقع ميوزك برينز (الإنجليزية)
- جان هوارد على موقع أول ميوزيك (الإنجليزية)
- جان هوارد على موقع ديسكوغز (الإنجليزية)

- الموقع الرسمي